# Ladies' Night
Ladies' Night o Chicas de la Noche es una película mexicana de 2003, dirigida por Gabriela Tagliavini. Protagonizada por Ana de la Reguera, Luis Roberto Guzmán y Ana Claudia Talancon en los papeles principales. La película es una comedia romántica sobre dos chicas que encuentran el amor en la moderna ciudad de México.

## Sinopsis
Alicia (Ana Claudia Talancón) es una chica aparentemente conservadora que está a punto de casarse, pero su vida toma un giro inesperado cuando en la fiesta de despedida de soltera, se encuentra y conoce a un atractivo estríper Roco (Luis Roberto Guzmán) lo que Alicia no sospecha es que el chico ha sido contratado por Ana (Ana de la Reguera), la mejor y celosa amiga de su novio, quien desea arruinarle la boda y molestarla en este día tan especial. Sorprendiendo a todos (su familia conservadora, su propio novio e incluso la propia Ana) eso lleva a Alicia replantearse su relación y su futuro casamiento. La rivalidad entre Ana y Alicia se transforma así en una fuerte amistad, y ambas se muestran como mujeres muy independientes.

## Reparto
- Ana de la Reguera ... Ana
- Ana Claudia Talancón ... Alicia
- Luis Roberto Guzmán ... Roco
- Fabián Corres ... Fabián
- Hugo Silva ... Dago
- Sofía Álvarez ... Evelyn
- Georgette Terrazas ... Gemela 1
- Jeanette Terrazas ... Gemela 2
- Laura Felgel ... Lala
- Edgar Ponce ... Blunanu
- Víctor Jiménez ... Nouncer
- Alberto Ponce ... Beto
- Elías Ajil ... Stripper Bala
- Juhad Kuri ... Roco Adolescente
- Amor Huerta ... Alicia Niña
- Cynthia Klitbo

## Banda sonora
- Desde que llegaste interpretada por Reyli Barba